# Sammy Kershaw

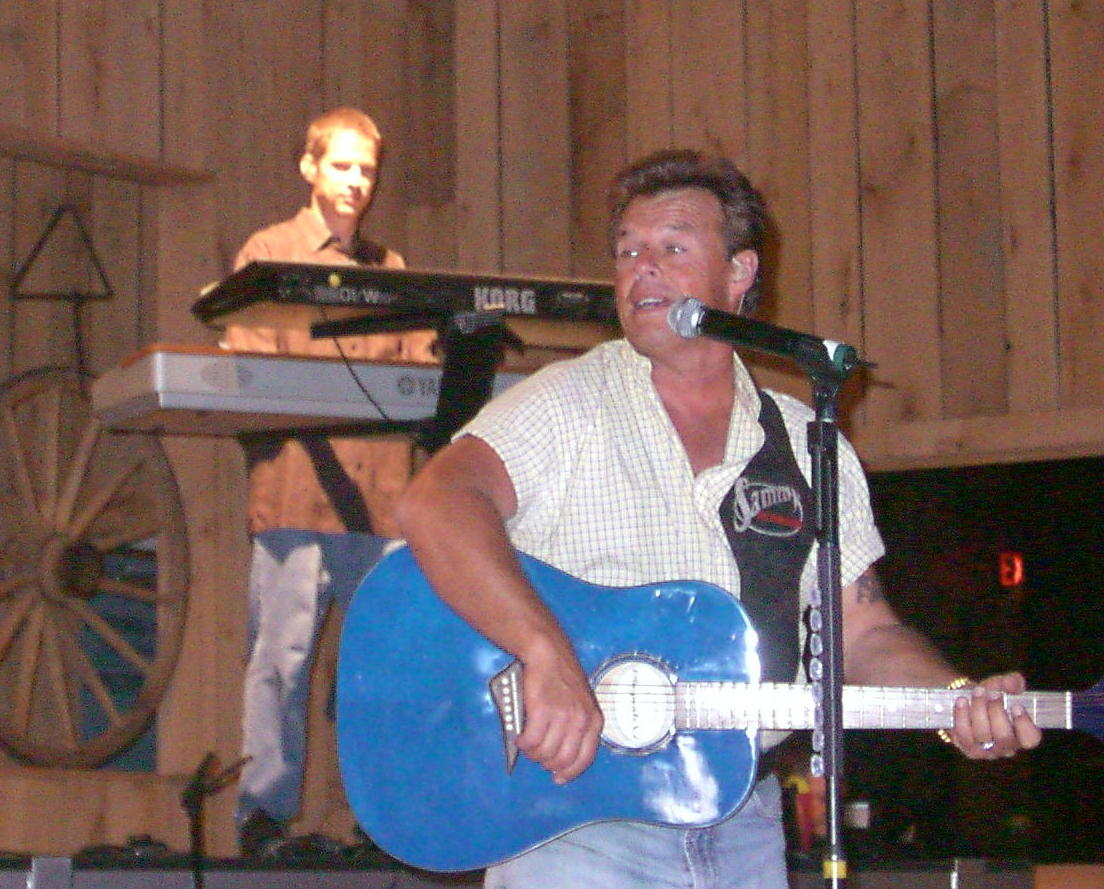
Sammy Kershaw (2005)

Sammy Kershaw (* 24. Februar 1958 in Kaplan, Louisiana) ist ein US-amerikanischer Country-Sänger.

## Anfänge
Sammy ist ein entfernter Verwandter des bekannten Cajun-Fiddlers Doug Kershaw. Sein musikalischer Werdegang wurde stark von der in seiner Heimat vorherrschenden Cajun-Musik geprägt, aber auch von Hank Williams, Buck Owens und vor allem George Jones.
Sammy begann schon mit zwölf Jahren in Clubs und Tanzhallen zu spielen. Bereits als Teenager wurde er zum Berufsmusiker. 1981 sprang er einmal für George Jones ein, der ein Konzert wegen übermäßigem Alkoholgenuss absagen musste. Bei dieser Gelegenheit lernte er die bereits in der Country-Szene etablierte Lorrie Morgan kennen, die er zwanzig Jahre später heiraten sollte. Die häufigen Auftritte begannen ihren Tribut zu fordern. Sammy wurde alkohol- und kokainabhängig und geriet in finanzielle Schwierigkeiten. Für zwei Jahre stieg er aus dem Musikgeschäft aus und arbeitete bei der Supermarktkette Wal-Mart.

## Karriere
1990 fand ein Demo-Band von ihm den Weg nach Nashville. Er erhielt von Mercury Records einen Plattenvertrag und veröffentlichte 1991 sein Debüt-Album Don't Go Near the Water. Die Single-Auskopplung Cadillac Style erreichte eine Spitzenposition in den Country-Charts. Weitere Singles schafften es in die Top 20. Auch das zweite Album, Haunted Heart war erfolgreich. Die Singleauskopplung She Don't Know She's Beautiful wurde zu seinem ersten Nummer-1-Hit. Weitere Alben und Singles folgten, von denen drei mit Gold und weitere drei mit Platin ausgezeichnet wurden.
2001 heiratete er die Country-Sängerin Lorrie Morgan. Es ist seine vierte Ehe. Im gleichen Jahr wurde eine gemeinsame CD eingespielt: I Finally Found Someone. Wegen erneuten finanziellen Schwierigkeiten ging er 2007 in private Insolvenz.

## Diskografie

### Alben
| Jahr | Titel                                     | Höchstplatzierung, Gesamtwochen, AuszeichnungChartplatzierungen (Jahr, Titel, Platzierungen, Wochen, Auszeichnungen, Anmerkungen) | Höchstplatzierung, Gesamtwochen, AuszeichnungChartplatzierungen (Jahr, Titel, Platzierungen, Wochen, Auszeichnungen, Anmerkungen) | Anmerkungen                   |
| Jahr | Titel                                     | US | Country | Anmerkungen                   |
| ---- | ----------------------------------------- | --- | --- | ----------------------------- |
| 1991 | Don’t Go Near the Water                   | US95 Platin · (57 Wo.)US | Country17 (79 Wo.)Country |                               |
| 1993 | Haunted Heart                             | US57 Platin · (59 Wo.)US | Country11 (78 Wo.)Country |                               |
| 1994 | Feelin’ Good Train                        | US73 Gold · (27 Wo.)US | Country9 (43 Wo.)Country |                               |
| 1994 | Christmas Time’s A-Comin’                 | — | Country52 (4 Wo.)Country |                               |
| 1996 | Politics, Religion and Her                | US115 Gold · (36 Wo.)US | Country17 (68 Wo.)Country |                               |
| 1997 | Labor of Love                             | US49 Platin · (30 Wo.)US | Country5 (78 Wo.)Country |                               |
| 1999 | Maybe Not Tonight                         | US99 (7 Wo.)US | Country7 (29 Wo.)Country |                               |
| 2001 | I Finally Found Someone                   | US114 (3 Wo.)US | Country13 (22 Wo.)Country | mit Lorrie Morgan             |
| 2003 | I Want My Money Back                      | — | Country39 (5 Wo.)Country |                               |
| 2006 | Honky Tonk Boots                          | — | Country56 (2 Wo.)Country |                               |
| 2013 | All in the Same Boat                      | — | Country70 (1 Wo.)Country | mit Joe Diffie & Aaron Tippin |
| 2014 | Do You Know Me: A Tribute to George Jones | — | Country37 (1 Wo.)Country |                               |

Weitere Alben
- 1992: Business Is Pleasure
- 2010: Better Than I Used to Be
- 2012: A Sammy Klaus Christmas
- 2015: I Won’t Back Down
- 2016: The Blues Got Me

### Kompilationen
| Jahr | Titel              | Höchstplatzierung, Gesamtwochen, AuszeichnungChartplatzierungen (Jahr, Titel, Platzierungen, Wochen, Auszeichnungen, Anmerkungen) | Höchstplatzierung, Gesamtwochen, AuszeichnungChartplatzierungen (Jahr, Titel, Platzierungen, Wochen, Auszeichnungen, Anmerkungen) | Anmerkungen |
| Jahr | Titel              | US | Country | Anmerkungen |
| ---- | ------------------ | --- | --- | ----------- |
| 1995 | The Hits Chapter 1 | US131 Gold · (6 Wo.)US | Country19 (41 Wo.)Country |             |

Weitere Kompilationen
- 2000: Covers the Hits
- 2001: The Hits Chapter 2
- 2003: 20th Century Masters - The Millennium Collection
- 2004: The Definitive Collection
- 2013: Big Hits: Volume One

### Singles
| Jahr | Titel Album                                         | Höchstplatzierung, Gesamtwochen, AuszeichnungChartplatzierungen (Jahr, Titel, Album, Platzierungen, Wochen, Auszeichnungen, Anmerkungen) | Höchstplatzierung, Gesamtwochen, AuszeichnungChartplatzierungen (Jahr, Titel, Album, Platzierungen, Wochen, Auszeichnungen, Anmerkungen) | Anmerkungen       |
| Jahr | Titel Album                                         | US | Country | Anmerkungen       |
| ---- | --------------------------------------------------- | --- | --- | ----------------- |
| 1991 | Cadillac Style Don’t Go Near the Water              | — | Country3 (20 Wo.)Country |                   |
| 1992 | Don’t Go Near the Water                             | — | Country12 (20 Wo.)Country |                   |
| 1992 | Yard Sale Don’t Go Near the Water                   | — | Country17 (20 Wo.)Country |                   |
| 1992 | Anywhere but Here Don’t Go Near the Water           | — | Country10 (20 Wo.)Country |                   |
| 1993 | She Don’t Know She’s Beautiful Haunted Heart        | — | Country1 (20 Wo.)Country |                   |
| 1993 | Haunted Heart                                       | — | Country9 (20 Wo.)Country |                   |
| 1993 | Queen of My Double Wide Trailer Haunted Heart       | — | Country7 (20 Wo.)Country |                   |
| 1994 | I Can’t Reach Her Anymore Haunted Heart             | — | Country3 (20 Wo.)Country |                   |
| 1994 | National Working Woman’s Holiday Feelin’ Good Train | — | Country2 (20 Wo.)Country |                   |
| 1994 | Third Rate Romance Feelin’ Good Train               | — | Country2 (20 Wo.)Country |                   |
| 1994 | Southbound Feelin’ Good Train                       | — | Country27 (16 Wo.)Country |                   |
| 1994 | Christmas Time’s A-Comin’                           | — | Country50 (5 Wo.)Country |                   |
| 1995 | If You’re Gonna Walk, I’m Gonna Crawl Haunted Heart | — | Country18 (20 Wo.)Country |                   |
| 1995 | Your Tattoo The Hits Chapter 1                      | — | Country47 (8 Wo.)Country |                   |
| 1996 | Meant to Be Politics, Religion, and Her             | — | Country5 (20 Wo.)Country |                   |
| 1996 | Vidalia Politics, Religion, and Her                 | — | Country10 (20 Wo.)Country |                   |
| 1996 | Politics, Religion, and Her                         | — | Country28 (20 Wo.)Country |                   |
| 1997 | Fit to Be Tied Down Politics, Religion, and Her     | — | Country29 (20 Wo.)Country |                   |
| 1997 | Love of My Life Labor of Love                       | US85 (5 Wo.)US | Country2 (26 Wo.)Country |                   |
| 1998 | Matches Labor of Love                               | — | Country22 (20 Wo.)Country |                   |
| 1998 | Honky Tonk America Labor of Love                    | — | Country31 (20 Wo.)Country |                   |
| 1998 | One Day Left to Live Labor of Love                  | — | Country35 (20 Wo.)Country |                   |
| 1999 | Maybe Not Tonight                                   | US86 (5 Wo.)US | Country17 (20 Wo.)Country | mit Lorrie Morgan |
| 1999 | When You Love Someone Maybe Not Tonight             | — | Country37 (15 Wo.)Country |                   |
| 1999 | Me and Maxine Maybe Not Tonight                     | — | Country35 (17 Wo.)Country |                   |
| 2001 | He Drinks Tequila I Finally Found Someone           | — | Country39 (17 Wo.)Country | mit Lorrie Morgan |
| 2003 | I Want My Money Back                                | — | Country33 (20 Wo.)Country |                   |
| 2003 | I’ve Never Been Anywhere I Want My Money Back       | — | Country58 (3 Wo.)Country |                   |
| 2006 | Tennessee Girl Honky Tonk Boots                     | — | Country43 (19 Wo.)Country |                   |

Weitere Singles
- 2000: Louisiana Hot Sauce
- 2001: I Finally Found Someone (mit Lorrie Morgan)
- 2001: Sad City
- 2003: Beer, Bait and Ammo
- 2006: Baby's Got Her Blue Jeans On
- 2008: Real People
- 2010: Better Than I Used to Be
- 2010: The Snow White Rows of Arlington
- 2013: All in the Same Boat (mit Joe Diffie & Aaron Tippin)
- 2013: The Route That I Took
- 2014: Can’t Put My Finger on It
- 2014: Oklahoma

### Gastbeiträge
| Jahr | Titel Album                                    | Höchstplatzierung, Gesamtwochen, AuszeichnungChartplatzierungen (Jahr, Titel, Album, Platzierungen, Wochen, Auszeichnungen, Anmerkungen) | Höchstplatzierung, Gesamtwochen, AuszeichnungChartplatzierungen (Jahr, Titel, Album, Platzierungen, Wochen, Auszeichnungen, Anmerkungen) | Anmerkungen      |
| Jahr | Titel Album                                    | US | Country | Anmerkungen      |
| ---- | ---------------------------------------------- | --- | --- | ---------------- |
| 1994 | Never Bit a Bullet Like This High-Tech Redneck | — | Country52 (10 Wo.)Country | mit George Jones |